# Federal Highway Administration
De Federal Highway Administration (FHWA) is een afdeling van het United States Department of Transportation die gespecialiseerd is in wegvervoer. De belangrijkste activiteiten van dit Amerikaans federaal overheidsagentschap zijn gegroepeerd in twee programma's, het Federal-aid Highway Program en het Federal Lands Highway Program. Zijn rol werd eerder vervuld door het Office of Road Inquiry, Office of Public Roads en het Bureau of Public Roads.

## Geschiedenis
Met de komst van de fiets in de jaren 1890 groeide de belangstelling voor de verbetering van straten en wegen in Amerika. De traditionele methode om het onderhoud van wegen af te wentelen op lokale landeigenaren werd steeds ontoereikender. In 1893 werd het federale Office of Road Inquiry (ORI) opgericht; in 1905 werd het omgedoopt tot het Office of Public Roads (OPR) en werd het een divisie van het Amerikaanse ministerie van landbouw.
De roep om sturing en controle door de lokale en nationale overheid nam toe. Met de komst van de auto werden er opgedreven inspanningen geleverd om onverharde wegen die waren ontworpen voor door paarden getrokken wagenverkeer te verbeteren en te moderniseren. In 1910 werd de American Association for Highway Improvement opgericht. De financiering kwam van autoregistratie, belastingen op motorbrandstoffen en staatssteun. In 1914 waren er 2,4 miljoen mijl aan landelijke onverharde landelijke wegen; 100.000 mijl was verbeterd met nivellering en grind, en 3.000 mijl kreeg een hoogwaardige verharding. De snel toenemende snelheid van auto's, en vooral vrachtwagens, maakte onderhoud en reparatie een hoge prioriteit.
In 1915 werd de naam van het OPR veranderd in het Bureau of Public Roads (BPR). Het jaar daarop werd voor het eerst federale hulp beschikbaar gesteld om postwegen te verbeteren en de algemene handel te bevorderen: $ 75 miljoen over vijf jaar, uitgegeven via de BPR in samenwerking met de rijkswegafdelingen.
In 1939 werd het BPR omgedoopt tot de Public Roads Administration (PRA) en verschoven naar de Federal Works Agency. Nadat de FWA in 1949 was afgeschaft, kreeg de organisatie opnieuw de naam Bureau of Public Roads en werd deze ondergebracht bij het Department of Commerce.
Van 1917 tot 1941 werd 261.000 mijl aan snelwegen aangelegd met $ 3,17 miljard aan federale hulp en $ 2,14 miljard aan staats- en lokale fondsen.
De Federal Highway Administration werd opgericht op 15 oktober 1966, samen met het Bureau of Motor Carrier Safety en het National Highway Safety Bureau (nu bekend als National Highway Traffic Safety Administration), als onderdeel van het nieuwe United States Department of Transportation. De FHWA nam het jaar daarop de functies van het Bureau of Public Roads over.

## Opdracht
De rol van de FHWA in het Federal-Aid Highway Program is om toezicht te houden op federale fondsen om het National Highway System te bouwen en te onderhouden (voornamelijk interstate highways, U.S. highways en de meeste staatssnelwegen). Deze financiering komt meestal uit de federale brandstofaccijns en wordt veelal beheerd door het United States Department of Transport. De FHWA houdt toezicht op projecten met behulp van deze fondsen om ervoor te zorgen dat de federale vereisten voor projectgeschiktheid, contractbeheer en bouwnormen worden nageleefd.
In het kader van het Federal Lands Highway Program (ook wel "direct fed" genoemd), biedt de FHWA diensten voor het ontwerpen en bouwen van snelwegen voor verschillende federale instanties voor landbeheer, zoals de Forest Service en de National Park Service.
Naast deze programma's voert en sponsort de FHWA onderzoek op het gebied van verkeersveiligheid, congestie, snelwegmaterialen en bouwmethoden, en verstrekt financiering aan lokale programmacentra voor technische assistentie om onderzoeksresultaten te verspreiden onder lokale snelwegagentschappen.
De FHWA publiceert ook de Manual on Uniform Traffic Control Devices (MUTCD), die door de meeste snelwegagentschappen in de Verenigde Staten wordt gebruikt. De MUTCD geeft normen zoals de grootte, kleur en hoogte van verkeersborden, verkeerslichten en wegdekmarkeringen.